# Šefik Džaferović
Šefik Džaferović (Zavidovići, 9 settembre 1957) è un politico bosniaco, membro bosgnacco della Presidenza della Bosnia ed Erzegovina dal 20 novembre 2018 al 16 novembre 2022.

## Biografia
Šefik Džaferović è nato il 9 settembre 1957 nella cittadina bosniaca di Zavidovići, dove ha poi frequentato il ginnasio. Dopo essersi laureato in diritto nell'Università di Sarajevo nel 1979, ha lavorato in diverse istituzioni giudiziarie, prima come giudice nella corte municipale della sua città natale fino al 1986, poi nell'alta corte di Zenica, fino al 1992. Dopo un anno come avvocato e uno come segretario della contea di Zenica è stato capo della polizia di questa città dal 1994 al 1996.
È sposato con Vildana e ha due figli, Jasmin e Jasmina.
Comprende il tedesco e l'inglese.

### Carriera politica
Dal 1990 aderisce al Partito d'Azione Democratica (SDA).
Nel 1996 è stato eletto membro e poi presidente dell'assemblea del Cantone di Zenica-Doboj; nello stesso anno è stato eletto anche delegato nella Camera dei popoli della Federazione di Bosnia ed Erzegovina. Quattro anni dopo è entrato nella Camera dei popoli della Bosnia ed Erzegovina dove è stato delegato per soli due anni. Nel 2001 viene eletto segretario generale del suo partito, carica che ha mantenuto fino al 2005.
Nelle elezioni del 2002 viene eletto alla Camera dei rappresentanti, dove diventa membro della presidenza. Dal 2005 assume la carica di vicepresidente del SDA. Viene rieletto alla Camera dei rappresentanti nelle successive elezioni fino a quelle del 2014, a seguito delle quali torna a far parte della presidenza della Camera.
Nelle elezioni generali del 2018 viene eletto membro bosgnacco della Presidenza della Bosnia ed Erzegovina con il 37,17% delle preferenze; ha assunto l'incarico a partire dal 20 novembre di quell'anno.